# 零余虎耳草
零余虎耳草（学名：Saxifraga cernua），为虎耳草科虎耳草属下的一个植物种。种加名 cernua 意为“下垂的”。